# Rue de la Nouvelle-Calédonie
La rue de la Nouvelle-Calédonie est une voie située dans le quartier de Bel-Air du 12e arrondissement de Paris.

## Situation et accès
Elle débute 20, boulevard Soult et se termine au carrefour Rue du Général-Archinard, avenue du Général-Messimy et place Antoine-Furetière.
La rue de la Nouvelle-Calédonie est accessible à proximité par la ligne de métro 8 à la station Porte Dorée ainsi que par la ligne 3a du tramway à l'arrêt Montempoivre.

## Origine du nom
Le nom fait référence territoire d'outre-mer, la Nouvelle-Calédonie, en raison de la proximité du palais de la Porte Dorée qui abritait le musée des Arts africains et océaniens.

## Historique
La voie a été construite sur l'emplacement du bastion no 7 de l'enceinte de Thiers ; elle est longtemps restée désignée sous le vocable « F/12 » avant de prendre son nom actuel en 1965. 

## Bâtiments remarquables et lieux de mémoire
- Au no 15, le Centre sportif Alain Mimoun
- L'arrière du lycée Paul-Valéry et ses terrains de sports (désormais centre sportif Alain Mimoun)
- La rue débouche sur le cimetière Sud de Saint-Mandé.